# La leyenda del cura de Bargota
La leyenda del cura de Bargota és una pel·lícula espanyola del 1990 dirigida per Pedro Olea Retolaza, coautor del guió amb Juan Antonio Porto. La música es de Carmelo Bernaola i fou produïda per RTVE.

## Argument
La pel·lícula tracta sobre un personatge semillegendari, Johannes de Bargota, un sacerdot navarrès que fou jutjat per la Inquisició el 1529 sota l’acusació de practicar la bruixeria. Sotmès a tortura, explica que és fill d’una sorgina que va quedar embarassada del diable, i que quan va créixer va anar a estudiar a la Universitat de Salamanca, alhora que aprenia màgia negra en una cova. Després va tornar a Bargota, on se li van atribuir propietats màgiques com poder viatjar arreu d’Europa, però també se’l va responsabilitzar de morts misterioses. Finalment, el fet d'evitar un complot per assassinar al Papa fa que la Inquisició el declari innocent i torna a Bargota.

## Repartiment
- Fernando Guillén Cuervo - pare Juan
- Lola Forner - doña Beatriz
- Jaume Valls - Sinógenes
- Mabel Ordóñez - Teresa
- Carlos Lucena - comte
- Albert Vidal
- Encarna Paso - mare
- Raf Vallone - Alexandre VI
- Eduardo Calvo - professor
- Alfred Lucchetti - baró

## Producció
Es tracta d'una producció per RTVE com a part d'una sèrie de televisió anomenada Sabbath per la productora Origen PC d'Antonio Cardenal en col·laboració amb diversos canals de televisió europeus, rodada en 35 mm i amb un pressupost de 150 milions de pessetes. Les altres pel·lícules de la sèrie foren La luna negra d'Imanol Uribe (1989), La màscara del diable de Lamberto Bava (1989), A maldiçao do Marialva d'António de Macedo (1990), Marie la louve de Daniel Wronecki (1991) i Anna Göldin – Letzte Hexe de Gertrud Pinkus (1991). Els exteriors es van rodar a Salamanca, Peñaranda de Duero, La Puebla (entre la Rioja i Navarra) i Talamanca de Jarama, a Cáceres.